# Marc Hodler
Marc Hodler (* 26. Oktober 1918 in Bern; † 18. Oktober 2006 ebenda) war ein Schweizer Sportfunktionär und Mitglied des Internationalen Olympischen Komitees (IOC).
Aufgrund eines Unfalls im Jahr 1938 musste er seine Skisportkarriere beenden. Danach war er von 1939 bis 1948 Leiter der Schweizer Skimannschaft und von 1940 bis 1951 Vizepräsident des Schweizerischen Olympischen Comités. Er war unter anderem auch für die alpinen Wettkämpfe der Olympischen Winterspiele 1948 verantwortlich.
1951 wurde Hodler zum Präsidenten des Internationalen Ski-Verbandes (FIS) berufen. Nach einer «Weltrekorddauer» von 47 Jahren gab er dieses Amt 1998 an den aus St. Moritz stammenden damaligen FIS-Generalsekretär Gian Franco Kasper ab. Unter Hodlers Leitung entwickelte sich die FIS zu einem der bedeutendsten Sportverbände.  
Seit 1963 war er auf Lebzeit gewähltes Mitglied des IOC und dabei in verschiedenen Funktionen tätig. Eines seiner Ziele, die Abschaffung der IOC-Amateurregel, konnte er 1981 unter Juan Antonio Samaranch verwirklichen, gegen den er sich 1980 in der Wahl um die IOC-Präsidentschaft nicht hatte durchsetzen können. 1985 wurde er Mitglied der Exekutive (bis 2002) und war von 1993 bis 1997 Vizepräsident des IOC. Ende 1998 deckte er den Bestechungsskandal um die Vergabe der Olympischen Winterspiele 2002 von Salt Lake City auf. 
Ausserhalb des Sports war er Rechtsanwalt und hatte Beraterfunktionen in den Sportverbänden. 